# Lunderskov–Esbjergbanen
Lunderskov–Esbjergbanen är en statsägd järnväg som går mellan Lunderskov (vid Kolding) och Esbjerg i Region Syddanmark i Danmark. Banan är elektrifierad och dubbelspårig.

## Trafik
Den trafikeras bland annat av följande tåg:
- Expresståg från Köpenhamn, på cirka 3 timmar, med DSB (stannar på denna bana bara i Vejen, Bramming och Esbjerg). Fordon är bland annat IC3.
- Regionaltåg från Fredericia, på cirka 1:15, med DSB (stannar på alla stationer på denna bana utom Tjæreborg)
- Regionaltåg Esbjerg-Bramming(-Ribe-Tønder) med GoCollective (stannar också i Tjæreborg). Fordon är Alstom LHB Coradia LINT.

## Elektrifiering
I februari 2012 beslutades det att banan skulle elektrifieras, vilket stod färdigt i augusti 2017.

## Källhänvisningar
1. ↑  map24.com
2. ↑  ”Esbjerg electrification approved in four-point Danish transport plan”. Arkiverad från originalet den 27 januari 2013. https://web.archive.org/web/20130127032323/http://www.railwaygazette.com/news/projects-infrastructure/single-view/view/esbjerg-electrification-approved-in-four-point-danish-transport-plan.html. Läst 19 februari 2012.
3. ↑  "Elektrificering af jernbane fejres med festdag i to byer Arkiverad 7 februari 2018 hämtat från the Wayback Machine." Jyske Vestkysten, 23 juli 2017. Läst 13 april 2018.